# Orbelín Pineda
Orbelín Pineda Alvarado (* 24. März 1996 in Mexiko-Stadt) ist ein mexikanischer Fußballspieler, der vorwiegend im offensiven Mittelfeld zum Einsatz kommt.

## Laufbahn

### Verein
Pineda begann seine Profikarriere 2014 beim Querétaro Fútbol Club, für den er bis Ende 2015 spielte. Ab Januar 2016 stand er beim Club Deportivo Guadalajara unter Vertrag, mit dem er je einmal die mexikanische Fußballmeisterschaft und den mexikanischen Pokalwettbewerb sowie die CONCACAF Champions League gewann.
Am 18. Dezember 2018 wurde der Wechsel Pinedas zum CD Cruz Azul bekanntgegeben. Mit den Cementeros gewann er einen weiteren Meistertitel.
Anfang 2022 wechselte er zum spanischen Erstligisten Celta Vigo. Mitte 2022 ging er auf Leihbasis zum AEK Athen. Zur Saison 2023/24 verpflichtete ihn Athen im Anschluss an die Leihe fest.

### Nationalmannschaft
2015 nahm Pineda für Mexiko an der U-20-Fußball-Weltmeisterschaft teil. Obwohl Mexiko gegen Uruguay gewann, belegte „El Tri“ am Ende den letzten Platz in der Vorrundengruppe D und schied vorzeitig aus.
Zu seinem ersten Einsatz für die A-Nationalmannschaft kam Pineda in dem am 6. September 2016 im heimischen Aztekenstadion ausgetragenen WM-Qualifikationsspiel gegen Honduras, das torlos endete.

## Erfolge

### Vereine
- Mexikanischer Meister: Clausura 2017, Guardianes 2021
- Mexikanischer Pokalsieger: Clausura 2017
- CONCACAF Champions League: 2018
- Griechischer Meister: 2023
- Griechischer Pokalsieger: 2023

### Nationalmannschaft
- CONCACAF Gold Cup: 2019, 2023, 2025